# Veliko Dvorište
Veliko Dvorište är ett samhälle i Bosnien och Hercegovina.   Det ligger i entiteten Republika Srpska, i den nordvästra delen av landet, 190 km nordväst om huvudstaden Sarajevo. Veliko Dvorište ligger 229 meter över havet och antalet invånare är 230.
Terrängen runt Veliko Dvorište är kuperad åt sydväst, men åt nordost är den platt. Närmaste större samhälle är Prijedor, 17,5 km söder om Veliko Dvorište. 
Omgivningarna runt Veliko Dvorište är en mosaik av jordbruksmark och naturlig växtlighet. Runt Veliko Dvorište är det ganska tätbefolkat, med 67 invånare per kvadratkilometer.